# Ziziphus thyrsiflora
Ziziphus thyrsiflora är en brakvedsväxtart som beskrevs av George Bentham. Ziziphus thyrsiflora ingår i släktet Ziziphus och familjen brakvedsväxter. Inga underarter finns listade i Catalogue of Life.